# Geureudong
Le Geureudong est un stratovolcan complexe situé sur l'île de Sumatra en Indonésie. Il est composé de deux volcans imbriqués : le Bur ni Geureudong et le Bur ni Telong.